# Michiganben történt légi közlekedési balesetek listája
Az Michigan államban történt légi közlekedési balesetek listája az Amerikai Egyesült Államok Michigan államában történt halálos áldozattal járó, illetve a kisebb balesetek, meghibásodások miatt történt, gyakran csak az adott légiforgalmi járművet érintő baleseteket is tartalmazza évenkénti bontásban.

## Michigan államban történt légi közlekedési balesetek

### 1994
- 1994. június 11., Detroit közelében. Egy magántulajdonú Lockheed Martin T–33 Shooting Star repülőgép lezuhant és a gép pilótája életét vesztette.[1]

### 2011
- 2011. augusztus 19. 13:30 (helyi idő szerint), Detroit közelében. A Selfridgei Nemzeti Gárda Légibázison egy légibemutató során Eddie Green kaszkadőr épp egy kétfedeles kisrepülőről próbált meg átkapaszkodni egy kisméretű helikopterre, amikor is lezuhant és szörnyethalt.[1][2]